# Emblema da Turquia

Logotipo usado por várias instituições turcas

Brasão de armas da Turquia, desenhado em 1925 e nunca aprovado

A República da Turquia não tem um brasão de armas oficial. Em vez disso, possui um logo usado por muitas instituições do governo. O logo é oval e vermelho, contendo uma crescente orientada verticalmente e a estrela da bandeira da Turquia, sustentada pelo nome oficial do país na língua turca.
Em 1925, o Ministro da Educação (Maarif Vekili, agora Eğitim Bakanlığı) iniciou uma competição para selecionar o brasão de armas nacional. O vencedor foi o desenho do pintor Namık İsmail Bey. Contudo, o escolhido não foi aprovado como um brasão de armas oficial. Este brasão contém uma crescente vertical, a estrela e um lobo.